# Vălčedrăm
Vălčedrăm (in bulgaro Вълчедръм?) è un comune bulgaro situato nella Regione di Montana di 11 902 abitanti (dati 2009). La sede comunale è nella località omonima

## Località
Il comune è formato dall'insieme delle seguenti località:
- Băzovec
- Botevo
- Černi Vrăh
- Dolni Cibăr
- Gorni Cibăr
- Ignatovo
- Mokreš
- Razgrad
- Septemvrijci
- Vălčedrăm (sede comunale)
- Zlatija